# Isole Chafarinas

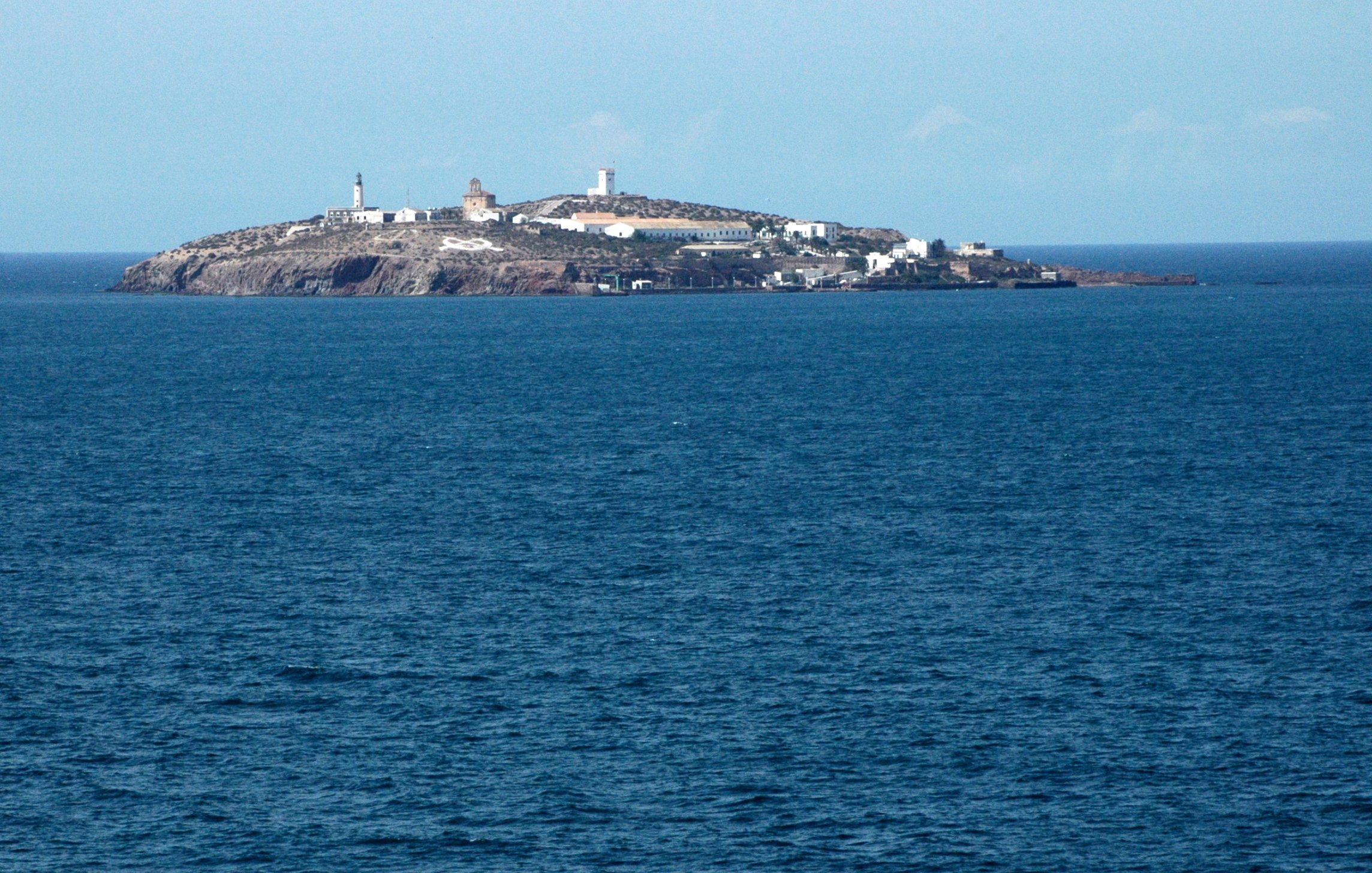
L'isola Isabel II, nelle Chafarinas, vista da Cabo de Agua in Marocco

Le isole Chafarinas (in spagnolo islas Chafarinas, in arabo جزر إشفارن Ya`fariyya "Isole dei Ladri", in berbero Takfarinas), in italiano anche isole Zaffarine, sono un gruppo di isole appartenenti alla Spagna distanti 4 km dalla costa settentrionale del Marocco. L'arcipelago è costituito da tre isole principali: Isla del Congreso, Isla Isabel II e Isla del Rey.

## Etimologia
Il nome delle isole proviene dal termine arabo لص (Al Y'far) che significa "ladro", diventata in spagnolo Chafar e da qui estesa all'arcipelago, da cui il nome Chafarinas.

## Storia
Scavi archeologici effettuati negli anni cinquanta sulla Isla del Congreso hanno portato alla luce punte di freccia e altri strumenti risalenti al Neolitico che fanno pensare che le isole fossero conosciute già dai navigatori preistorici del Mediterraneo così come, in età storica, da quelli fenici e punici, dato che risultano incluse nell'itinerario antonino con il nome di "Tria Insulae". Il primo nome arabo conosciuto delle isole è "Yassair-al-Muluia" e solo alla fine del Medioevo fu adottata l'attuale denominazione che deriva dalla tribù della regione di Imazaguén conosciuta con il nome di "Yaffarin".
Dopo la conquista di Melilla da parte della Spagna nel 1497, periodicamente e a partire dal XVII secolo in modo permanente, le isole furono utilizzate dalla popolazione di Melilla come cava di pietra e materiali da costruzione. Furono ufficialmente occupate dalla Spagna il 6 gennaio del 1848 e nello stesso anno fu installata sulla Isla Isabel II una guarnigione di 650 soldati. Sul finire del XIX secolo oltre alla loro funzione militare furono utilizzate come zona di quarantena per le navi di immigranti che arrivavano dall'America e come luogo di convalescenza per i soldati feriti nelle scaramucce con il Marocco. Alla fine del secolo l'ospedale della Isla de Isabel II contava oltre 450 pazienti.
Dal 1880 e fino al 1898 furono usate come terre di confino per i sostenitori dell'indipendenza cubana. A partire dal 1927 le isole furono progressivamente abbandonate dalla popolazione civile che si trasferì sulla costa marocchina, soprattutto a Cabo de Agua (Ras el Ma), all'epoca sotto protettorato spagnolo. Attualmente gli unici abitanti delle isole sono i militari collegati con il comando di Melilla via elicottero che, oltre alla sicurezza delle acque territoriali spagnole, si occupano di far rispettare il regio decreto 1115/82 del 17 aprile 1982 che dichiara le Chafarinas riserva naturale.

## Geografia
Coordinate geografiche: Latitudine 35° 5' Nord, Longitudine 2° 25' Ovest
Superficie terrestre: 52,5 ha
- Isla del Congreso: 25,6 ha (massima altezza: Cerro Nido de las Águilas nella Isla del Congreso 137 m s.l.m.)
- Isla Isabel II: 15,3 ha
- Isla del Rey: 11,6 ha

Superficie marina protetta: 261,9 ha (massima profondità: 60 m)
- Temperatura media annuale: 19,5 °C
- Temperatura massima: 41,1 °C (media 23,3 °C)
- Temperatura minima: 5,2 °C (media 16,5 °C)
- Umidità relativa media annuale: 76,9%
- Pressione atmosferica media annuale: 1 017,8 mm Hg
- Piovosità: 297,2 mm/anno.